# Lička Jesenica
Lička Jesenica este o arie protejată (sit de importanță comunitară — SCI) din Croația întinsă pe o suprafață de 463,37 ha, integral pe uscat.

## Localizare
Centrul sitului Lička Jesenica este situat la coordonatele 44°58′54″N 15°26′28″E / 44.981589°N 15.44108°E.

## Înființare
Situl Lička Jesenica a fost declarat sit de importanță comunitară în iulie 2013 pentru a proteja 1 specie de plante.

## Biodiversitate
Situată în ecoregiunea alpină, aria protejată conține 1 habitat natural: Cursuri de apă de la nivel de câmpie la nivel montan, cu vegetație Ranunculion fluitantis și Callitricho-Batrachion.
La baza desemnării sitului se află o specie protejată de  plante: Apium repens.